# Chrysothamnus nauseosus

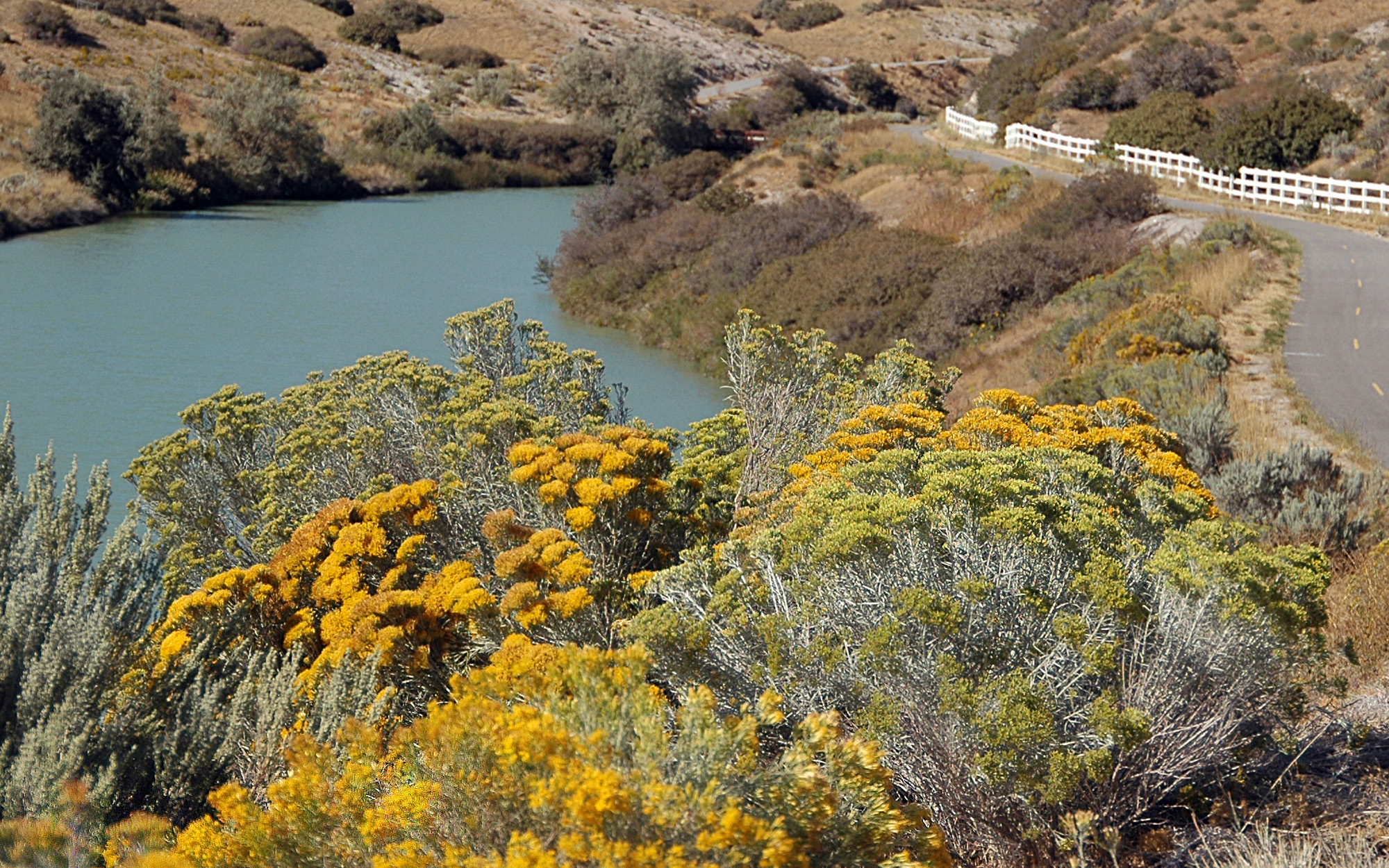
C. nauseosus en Utah.

Chrysothamnus nauseosus, con el nombre común de "rubber rabbitbrush", "gray rabbitbrush" o "chamisa", es una especie de arbusto del género Chrysothamnus que crece en las áridas regiones del oeste de Norteamérica. El gran número de subespecies identificadas (28 conocidas), es el resultado de una significativa variación dentro de la especie.

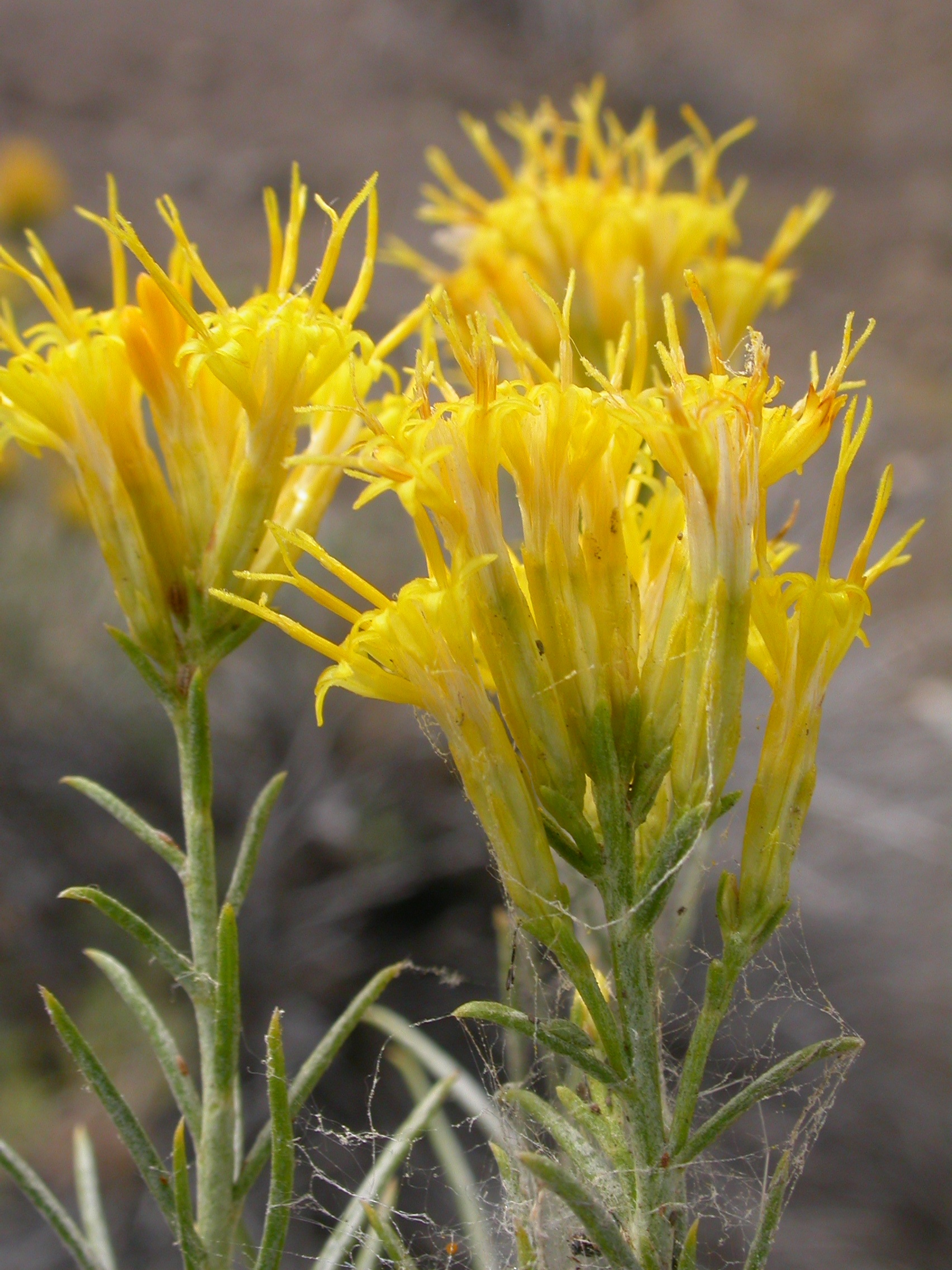
Flores

## Descripción
Se trata de un arbusto que alcanza los 30-230 cm de altura,  perenne, con un olor penetrante, las flores son de color amarillo-dorado y se producen a finales del verano y principios del otoño. Son numerosas y se producen en racimos terminales con forma de paraguas.  El arbusto se reproduce a partir de semillas y brotes de la raíz. Las hojas, dependiendo de la subespecie, son largas y estrechas en forma de espátula. Los tallos y las hojas son de color verde-gris.
La especie ha ganado popularidad como un arbusto xerófito ornamental para utilizar en las zonas donde la conservación del agua es importante.  Prospera en los suelos alcalinos que son comunes a los ambientes desérticos.
Los especímenes crecen en Bayo Canyon, cerca de Los Álamos, Nuevo México, y presentan una concentración de estroncio radiactivo 90 a 300.000 veces superior a una planta normal.
Sus raíces se hunden en un área cerrada de tratamiento de residuos nucleares, confundiendo el estroncio con el calcio debido a sus propiedades químicas similares. Los arbustos radiactivos son "indistinguibles de otros arbustos, sin un contador Geiger".

## Taxonomía
Chrysothamnus nauseosus fue descrito por (Pall. ex Pursh) Britton  y publicado en An Illustrated Flora of the Northern United States 3: 326. 1898.
Sinonimia
- Chrysocoma nauseosa Pall.
- Ericameria nauseosa (Pall. ex Pursh) G.L.Nesom & G.I.Baird[3]